# پرنسس دیزنی
پرنسس دیزنی یا شاهدخت دیزنی (به انگلیسی: Disney Princess) یک فرنچایز چند رسانه‌ای و خط اسباب‌بازی متعلق به شرکت والت دیزنی است. این فرنچایز که توسط اندی مونی رئیس دیزنی کاستومر پراداکتس ایجاد شده‌است، دارای ترکیبی از قهرمانان زن است که در فرنچایزهای مختلف دیزنی ظاهر شده‌اند.
این فرنچایز تمام پرنسس‌های دیزنی از کل رسانه‌های متعلق به دیزنی را شامل نمی‌شود، بلکه به شخصیت‌های خاصی از فیلم‌های پویانمایی این شرکت، از جمله شخصیت‌های اصلی فیلم‌های انیمیشنی از والت دیزنی پیکچرز، با دوازده شخصیت از والت دیزنی در فیلم‌های استودیوی انیمیشن و یک شخصیت از یک فیلم پیکسار اشاره می‌کند. ۱۳ شخصیت این فرنچایز سفیدبرفی، سیندرلا، آورورا، آریل، بل، یاسمین، پوکاهانتس، مولان، تیانا، راپانزل، مریدا، موانا و رایا هستند.
این فرنچایز عروسک‌ها، ویدیوهای آوازخوان، پوشاک، محصولات زیبایی، دکور خانه، اسباب‌بازی‌ها و محصولات متنوع دیگری را منتشر کرده‌است که برخی از پرنسس‌های دیزنی را به نمایش می‌گذارند. از دارندگان مجوز برای این فرنچایز می‌توان به گلیدن (رنگ دیوار)، استراید رایت (کفش‌های درخشان)، هاسبرو (بازی‌ها و عروسک‌ها)، فیشر-پرایس (تندیس‌های پلاستیکی) و لگو (مجموعه‌های لگو) اشاره کرد.

## تاریخچه
اندی مونی، مدیر اجرایی سابق نایکی در دسامبر ۱۹۹۹ به عنوان رئیس بخش دیزنی کاستومر پراداکتس در شرکت والت دیزنی گماشته شد. مونی هنگام حضور در اولین نمایش خود در دیزنی روی یخ متوجه شد که چند دختر جوانی که در این نمایشگاه شرکت می‌کردند، لباس پرنسس به تن داشتند که البته نامربوط به کالاهای معتبر دیزنی بودند. مونی به نیویورک تایمز گفت: «آنها محصولات پرنسس‌های بدون مارک بودند که در قالب لباس هالووین اضافه شده بودند.» مونی صبح روز بعد با نگرانی از این امر شرکت را تشویق به آغاز کار بر روی یک فرنچایز مشروع پرنسس دیزنی کرد که در ژانویه سال ۲۰۰۰ آغاز شد. روی ادوارد دیزنی برادرزادهٔ والت دیزنی، با ایجاد این فرنچایز مخالفت کرد، زیرا این شرکت مدتهاست که «از اختلاط شخصیت‌های افسانه‌های کلاسیک خود در روایت‌های دیگر خودداری می‌کند و نگران است که اسطوره‌های فردی هر پرنسس را تضعیف کند.»
ترکیب اصلی شامل پرنسس‌های سفیدبرفی، سیندرلا، تینکربل، آورورا، آریل، بل، یاسمین، پوکاهانتس، اسمرالدا و مولان بود. تینکربل به زودی حذف شد، اما در فرانچایز خواهر پریان دیزنی ظاهر شد. اسمرالدا همچنین حذف شد. این اولین باری بود که شخصیت‌ها در یک فرنچایز جداگانه برای فیلم‌های اصلی خود به بازار عرضه می‌شدند. مونی تصمیم گرفت که وقتی تصویر پرنسس‌ها در تبلیغات بازاریابی مانند پوستر نمایش داده می‌شود، آنها هرگز نباید با یکدیگر تماس چشمی برقرار کنند تا «اسطوره‌های» فردی خود را دست نخورده نگه دارند. «[هر کدام] به سمتی کمی متفاوت خیره می‌شوند، انگار که از حضور دیگران بی‌خبرند.»
مونی و تیمش به روشی غیر متعارف، خط پرنسس دیزنی را بدون استفاده از گروه‌های کانونی و با حداقل بازاریابی راه اندازی کردند. تا سال ۲۰۰۱، محصولات مصرفی دیزنی (DCP) حدود ۳۰۰ میلیون دلار درآمد داشت، اما تا سال ۲۰۱۲، این بخش درآمد خود را به ۳ میلیارد دلار افزایش داد و آن را به پرفروش‌ترین محصولات سرگرمی مصرفی در سراسر جهان تبدیل کرد. DCP مجوزهای محصول پرنسس را برای هاسبرو برای بازی‌ها، مَتِل برای عروسک‌ها و فیشر-پرایس برای مجسمه‌های پلاستیکی در سال ۲۰۰۰ صادر کرد و به این فرنچایز اجازه داد تا در عرض سه سال به یک میلیارد دلار درآمد دست یابد.

### توسعه
تیانا در ۱۴ مارس ۲۰۱۰ به‌طور رسمی اولین شخصیت اضافی به فرانچایز پرنسس شد و جای کوتاه مدت تینکر بل را به عنوان نهمین عضو گرفت. «تاج‌گذاری» او در کاخ نیویورک انجام شد. تینکربل در حال راه اندازی فرنچایز دیگری به نام پریان دیزنی بود که از سال ۲۰۰۵ شروع شد. راپانزل به عنوان عضو دهم در ۲ اکتبر ۲۰۱۱ در کاخ کنزینگتون در لندن، انگلستان تاج‌گذاری شد و به فرنچایز پرنسس دیزنی پیوست. مریدادر ۱۱ مه ۲۰۱۳ به عنوان اولین شخصیت پیکسار و یازدهمین عضو در یک مراسم تاج‌گذاری در مقابل قلعه سیندرلا در پادشاهی جادویی در دنیای والت دیزنی در اورلاندو، فلوریدا به مجموعه اضافه شد. در مارس ۲۰۱۹، موانا به عنوان دوازدهمین عضو فرنچایز بدون برگزاری مراسم تاج‌گذاری به فهرست اضافه و در کالاهای آینده گنجانده شد.
در آگوست ۲۰۲۲، اعلام شد که رایا از رایا و آخرین اژدها به عنوان سیزدهمین عضو فرنچایز در هفته جهانی پرنسس در دیزنی‌لند پاریس معرفی خواهد شد. این شخصیت در ژانویه ۲۰۲۳ در برخی از محصولات پرنسس دیزنی گنجانده شد و بعداً در همان سال به جمع سایر پرنسس‌ها در وب‌سایت اضافه شد.
مجموعه ای از لباس‌های عروسی افسانه‌ای دیزنی توسط کرستی کلی، بر اساس پرنسس‌ها طراحی شد و در ژانویه ۲۰۰۸ در دسترس قرار گرفت.
در سال ۲۰۱۲، به پرنسس‌ها طراحی‌های مدرن داده شد. در حالی که برخی مانند تیانا و راپانزل به تازگی به لباس‌های خود زرق و برق اضافه کردند، برخی دیگر مانند بل و یاسمین مدل‌های موی جدید و لباس‌های اصلاح شده دریافت کردند. بیشترین تغییر را سیندرلا دریافت کرد که به او چتری‌های کشیده و لباسی با آستین‌های حریری داده شد.
دیزنی اولین هفته ملی پرنسس را در هفته ۲۳ آوریل ۲۰۱۲ با شرکت تارگت به عنوان شریک بازاریابی‌اش برگزار کرد. در طول هفته، نسخهٔ بلوری دفتر خاطرات شاهدخت و کتاب همان پرنسس پریان منتشر شد. هارودز که قبلاً یک فروشگاه دیزنی در داخل خود داشت، تم کریسمس خود را پرنسس دیزنی معرفی کرد و اسکار د لا رنتا لباسی را برای پرنسس طراحی کرد. در ماه اوت، این لباس در نمایشگاه دی۲۳ به نمایش گذاشته شد و در ۱۳ نوامبر به حراج گذاشته شد تا به نفع خیریه کودکان بیمارستان گریت اورموند استریت باشد.
متل در اواخر سال ۲۰۱۰ خطی با مضمون پرنسس باربی اضافه کرد و سپس در سال ۲۰۱۳ یک داستان پریان تا ابد بالا را اضافه کرد. با این خطوط رقابتی و انقضای مجوز برند در پایان سال ۲۰۱۵، دیزنی به هاسبرو فرصتی برای دریافت مجوز با توجه به کار آنها در جنگ ستارگان، که منجر به مجوز برای فرزندان شد، ارائه کرد. DCP همچنین در تلاش بود تا با بازاریابی برند را کمتر به عنوان دوشیزه و بیشتر به عنوان قهرمان توسعه دهد. در سپتامبر ۲۰۱۴، دیزنی اعلام کرد که به هاسبرو مجوز ساخت عروسک برای خط پرنسس دیزنی با شروع در ۱ ژانویه ۲۰۱۶ داده‌است.
انتشار برنامهٔ حیوانات خانگی قصر پرنسس دیزنی در ژوئن ۲۰۱۳ از انتشارات دیزنی، باعث شد DCP با انتشار خط اسباب‌بازی حیوانات خانگی قصر در ماه اوت از صاحب مجوز بلیپ تویز، آن را به یک افزونهٔ فرنچایز پرنسس دیزنی تبدیل کند. این خط همچنین توسط TimetoPlayMag.com برای فهرست تعطیلات پرطرفدارترین سال ۲۰۱۳ انتخاب شد. انتشارات دیزنی در ۲۰۱۵ مجموعه پویانمایی‌های کوتاه داستان‌های ویسکر هیون با حیوانات اهلی قصر را منتشر کرد. این فیلم‌های کوتاه به دنیای جادویی ویسکر هیون، قلمروی مخفی در اعماق سرزمینی افسانه‌ای بین پادشاهی پرنسس دیزنی سفر می‌کند.
محصولات مصرفی دیزنی و رسانه‌های تعاملی خط پرنسس کمیک را که با رمان‌های گرافیکی پرنسس کامیکس توسط جو بوک آغاز شد، در اوت ۲۰۱۸ در تارگت با فیگورها و پوشاک تبلیغاتی هیبریدی راه اندازی کردند. این بسط شامل بل، یاسمین، آریل، راپانزل و پوکاهانتس بود.
دیزنی در ۲۷ آوریل ۲۰۲۱ جشن نهایی پرنسس را راه اندازی کرد. این رویداد یکساله طرح‌های کلاسیک پرنسس‌ها را بازگرداند و شامل بسیاری از رویدادها، محصولات و اجراهای ویژه بود. علیرغم رسمی نبودن، آنا و السا در بخش‌هایی از جشن، مانند کتاب الکترونیکی به نام داستان‌های شجاعت و مهربانی گنجانده شدند. هنگامی که این جشن در آفریقای جنوبی در ۲۹ آوریل ۲۰۲۱ آغاز شد، سوفیا از سوفیای یکم و النا از النا از آوالور نیز در قلمرو آن گنجانده شدند، اگرچه ظرفیت کمتری نسبت به سایر پرنسس‌ها داشتند.

## فهرست پرنسس‌های دیزنی
معیار رسمی پرنسس‌های دیزنی متشکل از قهرمانان زن است که بیشتر آنها از سیزده فیلم منتخب دیزنی در یک دنیای خیالی پیوندهای سلطنتی دارند. به پرنسس‌ها بر اساس ترتیب زمانی اکران فیلم‌هایشان، شماره‌ای رسمی در مجموعه فرنچایز داده شد که با سفید برفی به‌عنوان اولین و پرنسس اصلی دیزنی شروع شد، سیندرلا دومین و پس از آن آورورا و غیره.
| Princessشاهدخت | Princessشاهدخت | Princessشاهدخت | اولین فیلم            | اولین فیلم |
| -------------- | -------------- | -------------- | --------------------- | ---------- |
| ۱              | سفیدبرفی       | Snow White     | سفیدبرفی و هفت کوتوله | ۱۹۳۷       |
| ۲              | سیندرلا        | Cinderella     | سیندرلا               | ۱۹۵۰       |
| ۳              | آورورا         | Aurora         | زیبای خفته            | ۱۹۵۹       |
| ۴              | آریل           | Ariel          | پری دریایی کوچولو     | ۱۹۸۹       |
| ۵              | بل             | Belle          | دیو و دلبر            | ۱۹۹۱       |
| ۶              | یاسمین         | Jasmine        | علاءالدین             | ۱۹۹۲       |
| ۷              | پوکاهانتس      | Pocahontas     | پوکاهانتس             | ۱۹۹۵       |
| ۸              | مولان          | Mulan          | مولان                 | ۱۹۹۸       |
| ۹              | تیانا          | Tiana          | شاهدخت و قورباغه      | ۲۰۰۹       |
| ۱۰             | راپانزل        | Rapunzel       | گیسوکمند              | ۲۰۱۰       |
| ۱۱             | مریدا          | Merida         | دلیر                  | ۲۰۱۲       |
| ۱۲             | موانا          | Moana          | موانا                 | ۲۰۱۶       |
| ۱۳             | رایا           | Raya           | رایا و آخرین اژدها    | ۲۰۲۱       |

از سیزده پرنسس رسمی دیزنی، یازده نفر در جهان داستانی خود شاهدخت یا معادل فرهنگی آن هستند. سفید برفی، آورورا، آریل، راپانزل و مریدا دختران پادشاهان و ملکه‌ها هستند. سیندرلا، بل و تیانا با ازدواج با یک شاهزاده، پرنسس می‌شوند. یاسمن دختر سلطان است. پوکاهونتاس و موآنا و رایا دختران سران قبایل هستند. تنها استثنا مولان است، دختر یک زوج معمولی که در رسانه‌های بعدی به جای یک شاهزاده، با یک سرباز ازدواج می‌کند.
به استثنای یاسمین، هر پرنسس شخصیت اصلی فیلم‌های مربوطه خود هستند. از دوازده پرنسس، نام ۹ نفر عنوان اصلی فیلم است.

## ملاقات و خوشامدگویی و رویدادهای زنده
در حال حاضر، تمام پرنسس‌ها برای رویدادهای ملاقات و احوال‌پرسی در استراحتگاه دیزنی‌لند در کالیفرنیا در دسترس هستند. علاوه بر این، در سال ۲۰۰۶، به عنوان بخشی از جشن «سال یک میلیون رؤیا»، تئاتر فانتزی‌لند میزبانی پرنسس فانتزی دیزنی‌لند را آغاز کرد، نمایشی با حضور لردها و بانوان که به پسران و دختران جوان آداب مناسب برای شاهزاده یا پرنسس بودن را آموزش می‌داد و شامل حضور پرنسس‌های دیزنی بود. در سال ۲۰۱۰، راپانزل مکانی برای ملاقات و احوالپرسی گیسوکمند را دریافت کرد. غرفه گروه موسیقی باغ میخک پلازا، در مجاورت قلعه زیبای خفته، بسته شد تا با یک منطقهٔ جدید فانتزی فیر در بهار ۲۰۱۳ جایگزین شود.

### فانتزی فیر
منطقه فانتزی فیر در دیزنی‌لند به‌طور رسمی در ۱۲ مارس ۲۰۱۳ به عنوان خانه دائمی پرنسس‌های دیزنی افتتاح شد که متشکل از یک تالار سلطنتی، یک تئاتر سلطنتی، گاری غذای موریس و یک فروشگاه هدیه گنجینه‌های افسانه‌ای است. این تئاتر دارای دو نمایش کوچک بر اساس زیبای خفته و گیسوکمند است. این سالن برای ملاقات و احوالپرسی با پرنسس‌ها استفاده می‌شود، که یک برنامه چرخشی با سه پرنسس برنامه‌ریزی شده‌است که در یک زمان ظاهر شوند.

### والت دیزنی ورلد
در والت دیزنی ورلد، پرنسس‌ها برای ملاقات و احوالپرسی در مکان‌های خاص‌تر در دسترس هستند. غذا خوردن و تعامل شخصیت‌های مبتنی بر سیندرلا، واقع در میز سلطنتی سیندرلا در قلعهٔ پادشاهی جادویی سیندرلا، و همچنین «شام تا ابد خوشی سیندرلا» (که قبلاً به عنوان «شام جشن سیندرلا» شناخته می‌شد) در استراحتگاه اسپا دیزنی، مکان‌های معمولی برای حضور سیندرلا و دیگر شخصیت‌های دیزنی است. پرنسس‌ها را نیز می‌توان در غذای کتاب داستان پرنسس در اپکات پیدا کرد. در ۱۸ سپتامبر ۲۰۱۳، یک جاذبهٔ جدید ملاقات و احوالپرسی به نام تالار افسانه‌ای پرنسس در پادشاهی جادویی افتتاح شد.

### دیزنی‌لند شانگهای
در افتتاحیه دیزنی‌لند شانگهای یک مکان ملاقات و خوشامدگویی پرنسس به نام روزی روزگاری شروع به کار کرد و در قلعهٔ کتاب‌داستان واقع شده‌است.

## رسانه‌ها

### فیلم و تلویزیون
قصر مهمانی پرنسس یک بلوک برنامه در تون دیزنی از سال ۲۰۰۰ تا ۲۰۰۷ بود که در آن قسمت‌هایی از پری دریایی کوچک و علاءالدین پخش می‌شد.
حضورهای تلویزیونی پرنسس‌های دیزنی در مجموعه پرنسس دیزنی در مجموعه‌ای از کاست‌های تلفیقی وی‌اچ‌اس که شامل قسمت‌هایی از علاءالدین و پری دریایی کوچولو و همچنین دو فیلم ویژه دیو و دلبر بود، گردآوری شد. بعداً یک سری دی‌وی‌دی با عنوان داستان‌های پرنسس دیزنی منتشر شد که حاوی محتوایی مشابه نسخه قبلی بود.
بل مجموعه تلویزیونی لایو اکشن خود را با عنوان یک داستان با بل برایم بخوان داشت. هشت پرنسس اول دیزنی نیز در سریال تلویزیونی انیمیشن خانه ماوس ظاهر شدند. سیندرلا، بل و سفید برفی نیز در سریال انیمیشن تلویزیونی میکی ماوس ظاهر شدند. برنامه ویژه تلویزیونی پری دریایی کوچک زنده! با بازی اولی کراواهو در نقش آریل اجرا شد.
در اوایل سال ۲۰۰۷، دیزنی داستان‌های افسون شده پرنسس دیزنی را معرفی کرد، سری جدیدی از فیلم‌های ویدئویی که داستان‌های جدیدی را برای پرنسس‌های دیزنی به نمایش می‌گذاشت. اولین فیلم از این مجموعه با عنوان داستان‌های افسون‌شده پرنسس دیزنی: رویاهای خود را دنبال کنید، در ۴ سپتامبر ۲۰۰۷ اکران شد. این یک فیلم موزیکال است که شامل یک داستان جدید در مورد پرنسس یاسمین و اولین داستان جدید در مورد پرنسس آورورا پس از زیبای خفته اصلی است.
در ابتدا، داستان‌های افسون شده پرنسس دیزنی: پادشاهی مهربانی به عنوان اولین فیلم از این مجموعه معرفی شد که حاوی داستانی متفاوت از پرنسس آورورا بود و به جای داستان پرنسس یاسمین، یک داستان در مورد بل داشت. دیزنی این تغییر را بدون هیچ گونه اطلاعیه ای انجام داد. این سریال لغو شد و اکنون فقط رویاهای خود را دنبال کنید وجود دارد.
مجموعه تلویزیونی روزی روزگاری که از شبکه ای‌بی‌سی متعلق به دیزنی پخش شد، نسخه‌های لایو اکشن سفید برفی، سیندرلا، بل، آورورا، مولان، آریل، راپانزل، مریدا، یاسمین و تیانا را به نمایش گذاشت. سفید برفی و بل شخصیت‌های اصلی بودند، در حالی که بقیه به‌طور مکرر یا مهمان حضور داشتند. با شروع فصل هفتم، سیندرلا، تیانا و راپانزل شخصیت‌های اصلی بودند. بسیاری از این شخصیت‌ها بر اساس نسخه‌های دیزنی طراحی شده‌اند، اما تعدادی از آنها از داستان‌های قدیمی‌تر الهام می‌گیرند.
مجموعه تلویزیونی سوفیای یکم در ۱۱ ژانویه ۲۰۱۳ در دیزنی جونیور به نمایش درآمد. سیندرلا در اولین فیلم، روزی روزگاری پرنسس ظاهر شد. یاسمین، بل، آورورا، سفیدبرفی، مولان، تیانا و مریدا در این برنامه ظاهر شده‌اند و آریل و راپانزل به ترتیب در فیلم‌های ویژه تلویزیونی قصر شناور و نفرین پرنسس آیوی ظاهر شدند. با این حال، سوفیا یک شاهزاده خانم کوچک است و در دربار سلطنتی نیست. صداپیشگی او توسط آریل وینتر، ستاره خانواده مدرن انجام شده‌است. در سال ۲۰۱۷، مجموعه تلویزیونی ماجراجویی راپانزل گیسوکمند با فیلم تلویزیونی ساخته‌شده گیسوکمند: پیش از تا ابد عرضه شد. در دسامبر ۲۰۲۰، اعلام شد که تیانا و موانا به ترتیب در سال‌های ۲۰۲۲ و ۲۰۲۳ برنامه‌های تلویزیونی اسپین‌آف را در دیزنی پلاس خواهند داشت.
در فیلم‌های مالفیسنت (۲۰۱۴) و مالفیسنت: بانوی اهریمنی (۲۰۱۹)، ال فانینگ نقش آورورا را بازی می‌کند. لیلی جیمز نقش سیندرلا را در فیلمی به همین نام در سال ۲۰۱۵ ایفا می‌کند. اما واتسون در نقش بل در فیلم دیو و دلبر محصول ۲۰۱۷ دیده می‌شود. نائومی اسکات در فیلم علاءالدین سال ۲۰۱۹ نقش یاسمین را بازی می‌کند، که قرار است دنباله‌ای از آن نیز منتشر شود. لیو ییفئی در نقش مولان در فیلمی به همین نام محصول ۲۰۲۰ ظاهر می‌شود. هلی بیلی برای بازی در نقش آریل در فیلم پری دریایی کوچولو (۲۰۲۳) انتخاب شده‌است. ریچل زگلر برای به تصویر کشیدن سفیدبرفی در یک بازسازی لایو اکشن از سفیدبرفی و هفت کوتوله انتخاب شده‌است.
تمام پرنسس‌ها در فیلم ۲۰۱۸ رالف اینترنت را خراب می‌کند به عنوان مهمان حضور پیدا می‌کنند. این فیلم اولین تعامل مستقیم بین شخصیت‌ها در انیمیشن دیزنی است. ریچ مور و فیل جانستون، کارگردانان رالف اینترنت را خراب می‌کند، گفتند که فیلمی با تمرکز بر پرنسس‌های دیزنی بسته به استقبال تماشاگران و «اگر داستان خوبی برای گفتن وجود داشته باشد» ساخته می‌شود.
در سال ۲۰۲۱، کانال دیزنی شروع به پخش فیلم‌هایی کوتاه در مجموعه داستان‌های کوچک چیبی کرد، که ادامه‌ای برای فیلم‌های کوتاه چیپی بر پایهٔ شش قهرمان بزرگ، بر اساس فرانچایز پرنسس دیزنی بود. قسمت اول، موانا از زبان چیبی، در ۲۷ اوت ۲۰۲۱ منتشر شد.
در ۱۸ اوت ۲۰۲۳ انیمیشنی ویژه از لگو با عنوان پرنسس لگو دیزنی: جستجوی قلعه، بر روی دیزنی پلاس منتشر شد. در این برنامه ویژهٔ تلویزیونی، سفیدبرفی، آریل، تیانا، راپانزل و موانا در ماجراجویی‌هایشان تلاش برای متوقف‌کردن نقشه‌های شیطانی گاستون (آنتاگونیست اصلی دیو و دلبر) دارند.
به مناسبت جشن صدمین سالگرد دیزنی تمام پرنسس‌ها، به استثنای مریدا، در فیلم کوتاه روزی روزگاری استودیو (۲۰۲۳) ظاهر شدند.

### فهرست فیلم‌های بلند پویانمایی و لایو اکشن
| به آثاری اشاره دارد که در حال حاضر منتشر نشده‌اند | به آثاری اشاره دارد که در حال حاضر منتشر نشده‌اند |

| سال  | عنوان فیلم                 | پرنسس                            | صداپیشه/ بازیگر                  | یادداشت            |
| ---- | -------------------------- | -------------------------------- | -------------------------------- | ------------------ |
| ۱۹۳۷ | سفیدبرفی و هفت کوتوله      | سفیدبرفی                         | آدریانا کاسلوتی                  | سل انیمیشن         |
| ۱۹۵۰ | سیندرلا                    | سیندرلا                          | آیلین وودز                       | روتوسکپی           |
| ۱۹۵۹ | زیبای خفته                 | آورورا                           | مری کاستا                        | روتوسکپی           |
| ۱۹۸۹ | پری دریایی کوچولو          | آریل                             | جودی بنسون                       | پویانمایی سنتی     |
| ۱۹۹۱ | دیو و دلبر                 | بل                               | پیج اوهارا                       | پویانمایی سنتی     |
| ۱۹۹۲ | علاءالدین                  | یاسمین                           | لیندا لارکین                     | پویانمایی سنتی     |
| ۱۹۹۵ | پوکاهانتس                  | پوکاهانتس                        | آیرین بدارد                      | پویانمایی سنتی     |
| ۱۹۹۸ | مولان                      | مولان                            | مینگ-نا ون                       | پویانمایی سنتی     |
| ۲۰۰۹ | شاهدخت و قورباغه           | تیانا                            | آنیکا نونی رز                    | پویانمایی سنتی     |
| ۲۰۱۰ | گیسوکمند                   | راپانزل                          | مندی مور                         | پویانمایی رایانه‌ای |
| ۲۰۱۲ | دلیر                       | مریدا                            | کلی مکدونالد                     | پویانمایی رایانه‌ای |
| ۲۰۱۴ | مالفیسنت                   | آورورا                           | ال فانینگ                        | لایو اکشن          |
| ۲۰۱۵ | سیندرلا                    | سیندرلا                          | لیلی جیمز                        | لایو اکشن          |
| ۲۰۱۶ | موانا                      | موانا                            | آلیئی کراوالیو                   | پویانمایی رایانه‌ای |
| ۲۰۱۷ | دیو و دلبر                 | بل                               | اما واتسون                       | لایو اکشن          |
| ۲۰۱۸ | رالف اینترنت را خراب می‌کند | تمام پرنسس‌ها حضور به عنوان مهمان | تمام پرنسس‌ها حضور به عنوان مهمان | پویانمایی رایانه‌ای |
| ۲۰۱۹ | مالفیسنت: بانوی اهریمنی    | آورورا                           | ال فانینگ                        | لایو اکشن          |
| ۲۰۱۹ | علاءالدین                  | یاسمین                           | نائومی اسکات                     | لایو اکشن          |
| ۲۰۲۰ | مولان                      | مولان                            | لیو ییفی                         | لایو اکشن          |
| ۲۰۲۱ | رایا و آخرین اژدها         | رایا                             | کلی مری ترن                      | پویانمایی رایانه‌ای |
| ۲۰۲۳ | پری دریایی کوچولو          | آریل                             | هلی بیلی                         | لایو اکشن          |
| ۲۰۲۴ | موانا ۲                    | موانا                            | آلیئی کراوالیو                   | پویانمایی رایانه‌ای |
| ۲۰۲۵ | سفیدبرفی                   | سفیدبرفی                         | ریچل زگلر                        | لایو اکشن          |
| TBA  | علاءالدین                  | یاسمین                           | نائومی اسکات                     | لایو اکشن          |

### ادبیات
| - آریل: سورپرایز تولد - بل: پیام مرموز - سیندرلا: اشتباه بزرگ موش - تیانا: افتتاحیه بزرگ - یاس: سکه گمشده - آرورا: مهمانی عالی - راپانزل: روزی برای یادآوری | - آریل: گردنبند ستاره درخشان - سیندرلا: تاج گمشده - بل: هدیه جذاب - یاسمین: باغ جواهر - تیانا: جواهر دزدیده شده - مریدا: افسانه زمردها |

### اقتباس کمیک
کیلالا پرنسس، مانگای فانتزی، عاشقانه ژاپنی تولید شده توسط کودانشا که در ناکایوشی در ماه آوریل سال ۲۰۰۵ عرضه شد، داستان دختری به نام کیلالا و ماجراهای او را برای پیدا کردن دوست ربوده‌شده‌اش را با کمک شش پرنسس دیزنی، شرح می‌کند: سفید برفی، سیندرلا، آورورا، آریل، بل و یاسمین از جمله آنها هستند. با این حال، خود کیلالا بخشی از فرنچایز محسوب نمی‌شود.
در ۲۴ فوریه ۲۰۱۶، اولین شماره از مجموعه کتاب‌های کمیک در حال اجرا از مجموعه پرنسس‌های دیزنی به روی غرفه‌ها رفت. این مجموعه توسط جو بوکز منتشر شده‌است. جو بوکز فرنچایز پرنسس دیزنی را به یک کمیک گرافیکی به عنوان یک محصول انحصاری برای تارگت، یک خط فیگور هاسبرو و یک خط پوشاک هایبرید برپروموشنز گسترش داد.

### بازی‌های ویدئویی
پرنسس‌های دیزنی در رسانه‌های مختلف دیگری مانند بازی‌های ویدیویی، از جمله پرنسس دیزنی: سفر طلسم‌شده، پرنسس دیزنی: جواهرات جادویی و پرنسس دیزنی: ماجراجویی افسانه‌ای من ظاهر شده‌اند. راپانزل را می‌توان به عنوان یک شخصیت در بازی دیزنی اینفنتی در سال ۲۰۱۳ یافت. دیزنی اینفینیتی ۲ دارای مریدا و یاسمین است. با این حال، مریدا همچنین همراه با استیچ در بسته استارت جعبه اسباب‌بازی گنجانده شده‌است. مولان در دیزنی اینفینیتی ۳ اضافه شده‌است. مریدا را می‌توان به‌عنوان یک شخصیت از طریق ساخت‌های خانوادگی پیکسار در بازی لگو شگفت‌انگیزان محصول ۲۰۱۸ پیدا کرد. همه پرنسس‌های دیزنی نیز شخصیت‌های قابل بازی در بازی موبایلی پادشاهی جادویی دیزنی هستند که سیندرلا، راپانزل، آورورا و پوکاهونتاس بخشی از خط داستانی اصلی هستند، در حالی که بقیه شخصیت‌هایی با زمان محدود ظاهر می‌شوند.

## جوایز و تقدیر
از سال ۲۰۲۱، چهار فیلم پرنسس دیزنی به دلیل اهمیت فرهنگی، تاریخی یا زیبایی‌شناختی توسط کتابخانه کنگره برای حفظ در فهرست ملی ثبت فیلم انتخاب شدند.
- سفیدبرفی و هفت کوتوله (۱۹۳۷؛ اضافه‌شده در ۱۹۸۹)
- دیو و دلبر (۱۹۹۱؛ اضافه‌شده در ۲۰۰۲)
- سیندرلا (۱۹۵۰؛ اضافه‌شده در ۲۰۱۸)
- زیبای خفته (۱۹۵۹؛ اضافه‌شده در ۲۰۱۹)[۵۶]
- پری دریایی کوچولو (۱۹۸۹؛ اضافه‌شده در ۲۰۲۲)[۵۷]